# Hudskelett
Hudskelett är ett yttre skelett (en form av exoskelett) bildat av huden hos vissa djurgrupper, som skyddar underliggande mjuka vävnader men som även kan fungera som fäste för muskler. Hudskelettet kan vara olika kraftigt och utgöras av förtjockade och hårda partier i huden. Hos vissa grupper kan det bli mycket kraftigt medan det är mjukare eller bara partiellt utvecklat hos andra. Hudskelett bildat av kitin förekommer hos leddjur, och bildas då av kutikulan. Även korallernas skelett och blötdjurens skal är hudskelett som består av kitin medan tagghudingarnas hudskelett utgörs av kalcium. Även fiskarnas fjäll är en form av hudskelett och sköldpaddornas och krokodilernas pansar är hudskelett som bildats av läderhuden. Hos sköldpaddorna sitter hudskelettet delvis samman med det inre skelettet. 

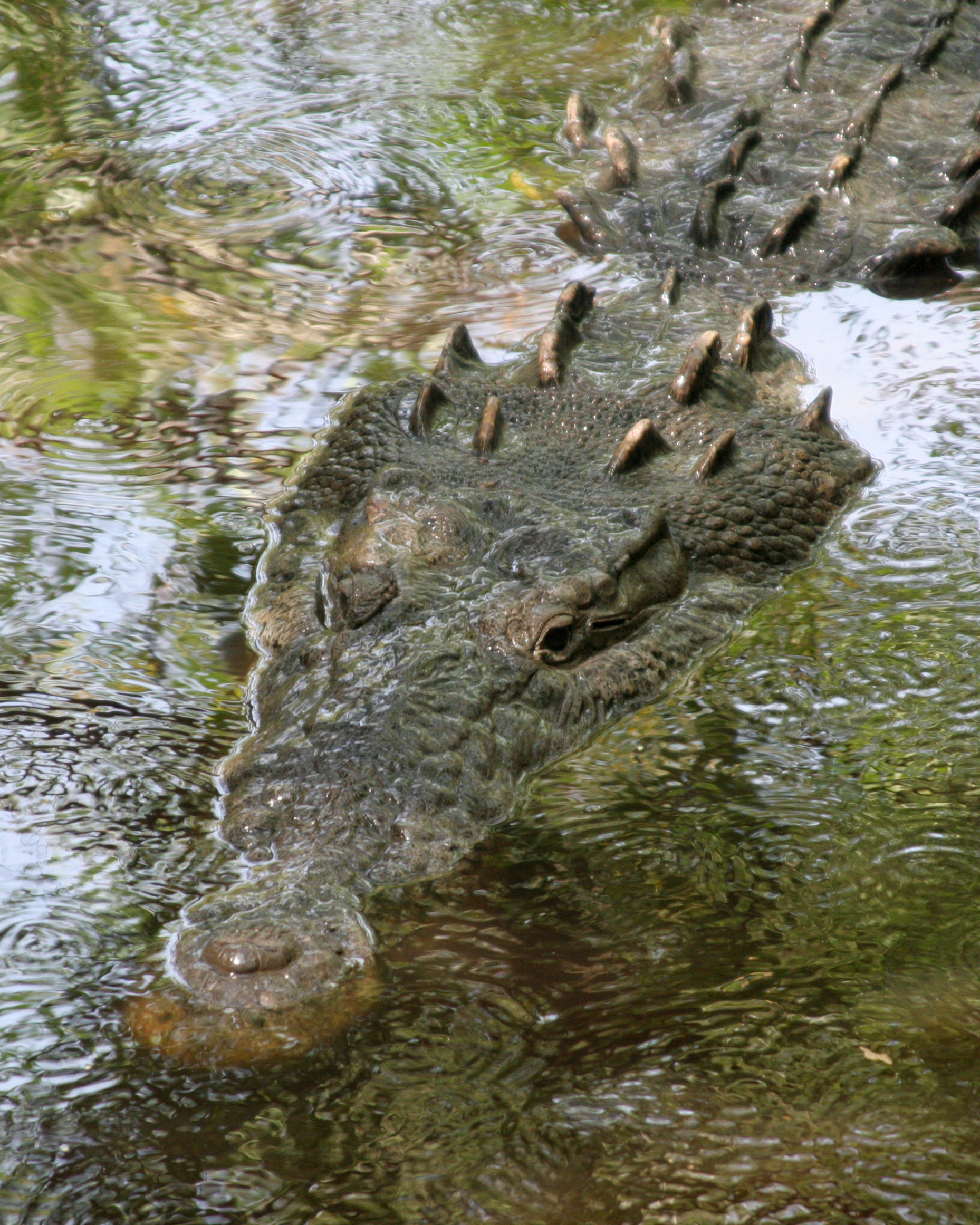
Krokodilernas läderhud på ovansidan kroppen bildar ett hudskelett.
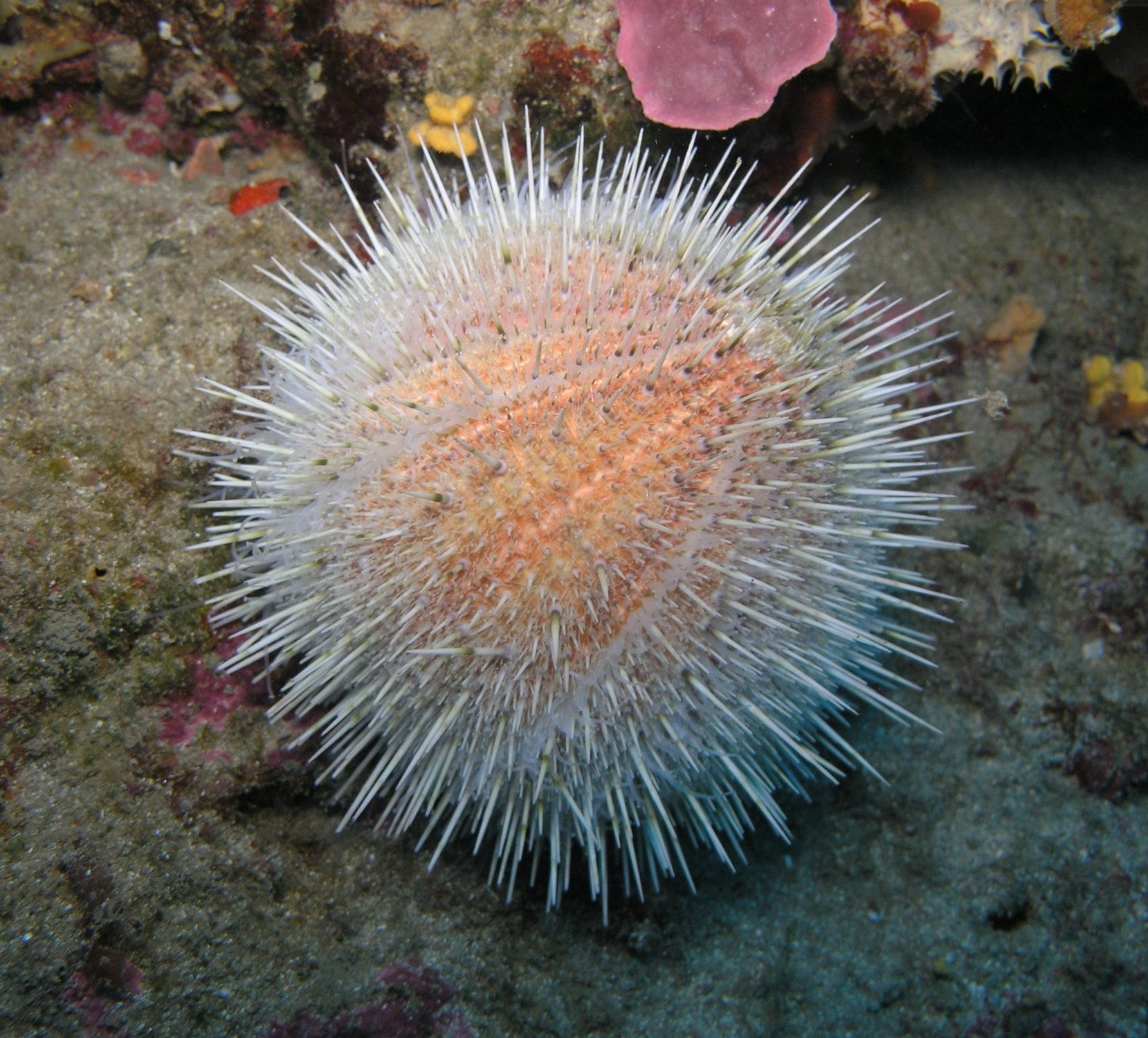
Tagghudingar, som sjöborrar har ett hudskelett av kalk.